# Agrotis subterranea
Agrotis subterranea là một loài bướm đêm trong họ Noctuidae.

## Hình ảnh

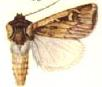